# Азтек (Њу Мексико)
Азтек (енгл. Aztec) град је у америчкој савезној држави Њу Мексико.

## Демографија
По попису из 2010. године број становника је 6.763, што је 385 (6,0%) становника више него 2000. године.
| Група             | 2000.         | 2010.         |
| Белци             | 4.438 (69,6%) | 4.439 (65,6%) |
| Афроамериканци    | 24 (0,4%)     | 28 (0,4%)     |
| Азијати           | 9 (0,1%)      | 23 (0,3%)     |
| Хиспаноамериканци | 1.226 (19,2%) | 1.603 (23,7%) |
| Укупно            | 6.378         | 6.763         |